# Konzenberg
Konzenberg (498 m) ist ein Ortsteil von Haldenwang in Bayern und liegt auf den östlich das Mindeltal begleitenden Höhenzügen der Donau-Iller-Lech-Platte.

## Geschichte
Das Pfarrdorf ist zusammengewachsen aus dem älteren Riblingen und der jüngeren Burgsiedlung Konzenberg. Als Inhaber des Herrschaftssitzes Konzenberg sind genannt: 1305/1338 die Herren von Burgau, 1351 die Halder, ab 1361 die Herren von Waldkirch, dann die Herren von Villenbach. Im Jahr 1400 kam die Herrschaft an das Hochstift Augsburg und war verschiedentlich als Pfand versetzt.
Im Jahre 1454 wurde Konzenberg vom Hochstift gegen die Herrschaft von Weisingen eingetauscht und kam so an die Herren von Grafeneck, 1456 an die Herren vom Stain, 1457/58 im Tausch gegen Niederstotzingen an die Herren von Westernach, 1511 an die Herren von Knöringen, 1524 an den Augsburger Bürger Adler und 1530 an die Augsburger Patrizierfamilie Baumgartner. Unter deren Ortsherrschaft wurden Konzenberg, Landensberg, Glöttweng, Röfingen neben Gütern zu Großkötz, Hochwang, Emmenthal, Scheppach und Roßhaupten zur Herrschaft Konzenberg vereint.

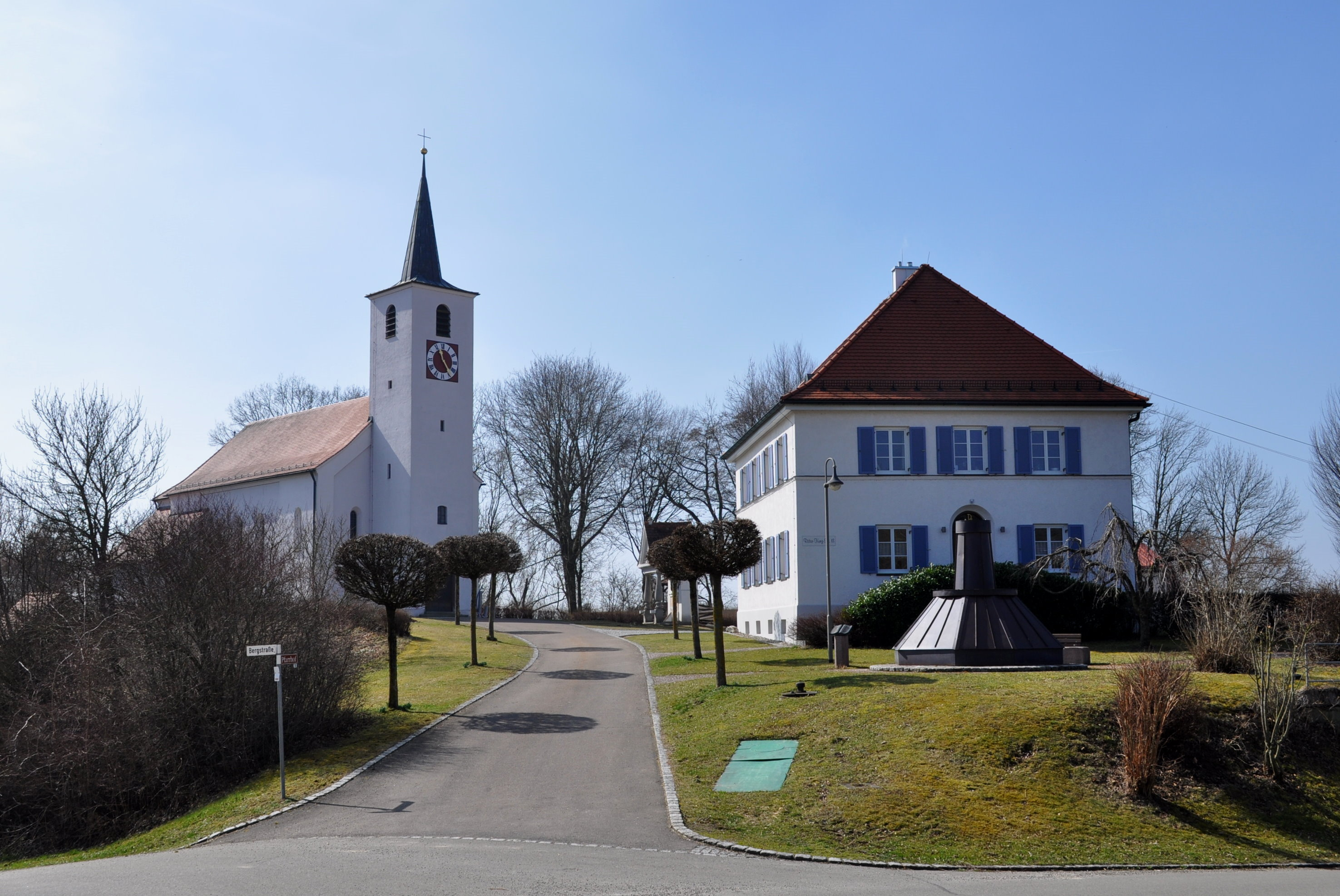
Kirche und Pfarrhaus

Nach dem Aussterben der Familie Baumgartner zu Beginn des 17. Jahrhunderts gelangte Konzenberg in die Hände tirolischer Familien, bis es am 17. Juli 1684 erneut vom Hochstift Augsburg erworben wurde. Von da an verblieb die Ortschaft dem Pflegamt Aislingen unterstellt, bis zur Säkularisation im Besitz des Hochstifts. Das Schloss, seit dem Verkauf im Jahre 1684 unbewohnt, verfiel.
In Konzenberg saßen bereits im 18. Jahrhundert Kapläne. 1783 wurde hier ein Benefizium aufgerichtet, das 1831 zu einer Pfarrkuratie erhoben wurde. Dieser wurde auch Riblingen und Mehrenstetten zugeteilt. Die Pfarrkirche Mariä Reinigung wurde 1854 erbaut, seit 1922 ist Konzenberg förmliche Pfarrei.
Das 1803 gegründete napoleonische Stabsamt Konzenberg wurde 1806 aufgelöst. Der zwischen Mindelaltheim und Konzenberg gelegene Weiler Mehrenstetten ging von der Markgrafschaft Burgau zu Lehen. Zwei der ursprünglich drei Höfe gehörten zur Herrschaft Landensberg und teilten deren Schicksal. Ursprünglich war Mehrenstetten nach Waldkirch eingepfarrt.
Am 1. Januar 2018 hatte das Pfarrdorf 713 Einwohner. Am 1. Mai 1978 wurde die Gemeinde Konzenberg in die Gemeinde Haldenwang eingegliedert.

## Sehenswürdigkeiten
- Kreuzkapelle aus dem 18. Jahrhundert
- Katholische Pfarrkirche Sankt Mariä Reinigung